# Serf et Didier
Les Automobiles Serf et Didier désignent un constructeur français actif entre 1925 et 1943 dans la région Grand-Est, autrefois Lorraine.
Georges Didier a créé cette petite entreprise automobile à Colombey-les-Belles, non loin de Toul, en 1925. Il commence à fabriquer des automobiles, conçues par un homme nommé Robert Serf, dont le nom est donné aux voitures. La production a pris fin en 1935 lorsque l’entreprise a déménagé à Vandœuvre-lès-Nancy, près de la capitale des Ducs de Lorraine. La société a existé jusqu’en 1943 environ, année de la mort de Didier, bien que Robert Serf lui-même travaillât encore dans son propre atelier automobile à Nancy jusque dans les années 70.

## Histoire
En 1919, Peu après la Seconde Guerre mondiale, Robert Serf rencontre Georges Didier qui accepte d’être le financier et le logeur de l’entreprise qu'il envisage de créer. Débutant par la création d'une agence de voitures Ford et de tracteurs Fordson, les deux hommes se lancent dans la fabrication automobile

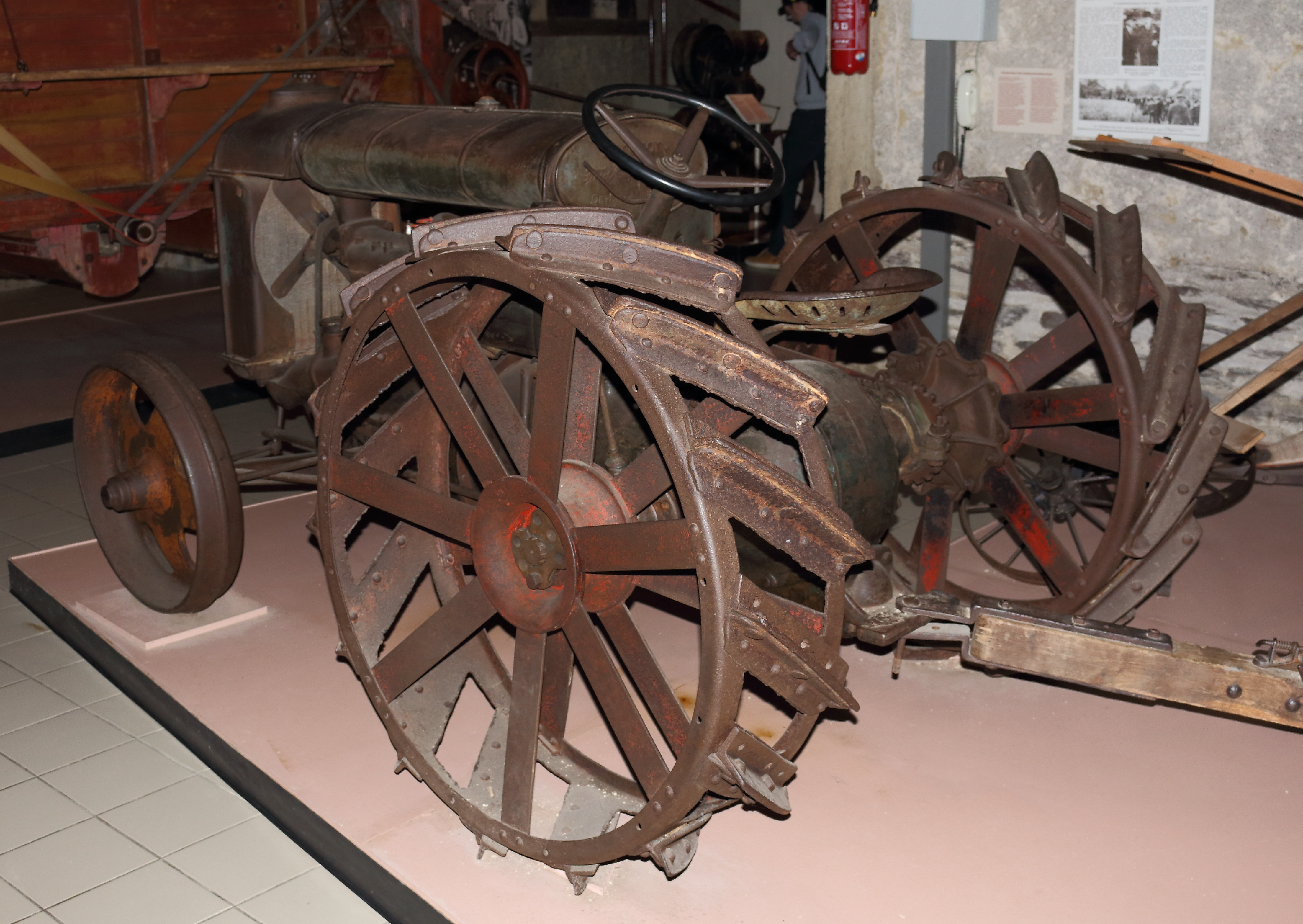
Tracteur Fordson de la collection de l'écomusée du pays de Rennes, commune de Rennes, Ille-et-Vilaine, Bretagne, France.

Le 27 juin 1927, les constructeurs s’engagent dans le concours de vitesse Toul-Nancy en catégorie de 750 à 1100 cm3.Georges Didier, sur sa « RO-SERF » portant le numéro 44, s’est classé quatrième de sa catégorie en 12 minutes 46 secondes 2/3. En 1935 vaincus par la fabrication en série, comme 150 autres petits constructeurs français, les ateliers de Vandœuvre ne fabriqueront plus de voitures Serf, mais continueront à produire des remorques bétaillères.
Georges Didier trouva la mort dans un accident de voiture en 1943. L’entreprise fut dissoute. Robert Serf, né à Allamps le 12 juin 1897, s’est éteint, à son domicile de Laxou, en février 1981. Il avait 83 ans. Il avait suivi les cours de l'école de travaux publics et de l'industrie à Paris.

## Véhicules
Ce fut au départ (1927) une voiturette « cycle car » 4 chevaux, 4 cylindres, proposée en plusieurs versions (torpédo, conduite intérieure 2 ou 4 portes, luxe ou grand luxe, camion 1000 kg, camionnette). « Un dépliant publicitaire dit de ces voitures : «Légères, économiques et durables»,. » Un autre modèle est équipé d’un moteur plus robuste, bicylindre à deux temps sans soupape, entièrement monté sur aiguilles, donc pratiquement inusable, pas de rodage de soupapes, pas de vidange, une addition d’huile à l’essence assure une parfaite lubrification des organes. Un simple décalaminage après plusieurs milliers de kilomètres est nécessaire.
La première voiture « construite maison» a également été la plus réussie du constructeur, utilisant un moteur à soupape latérale 4 cylindres de 1470cc (7 CV) développé en interne.

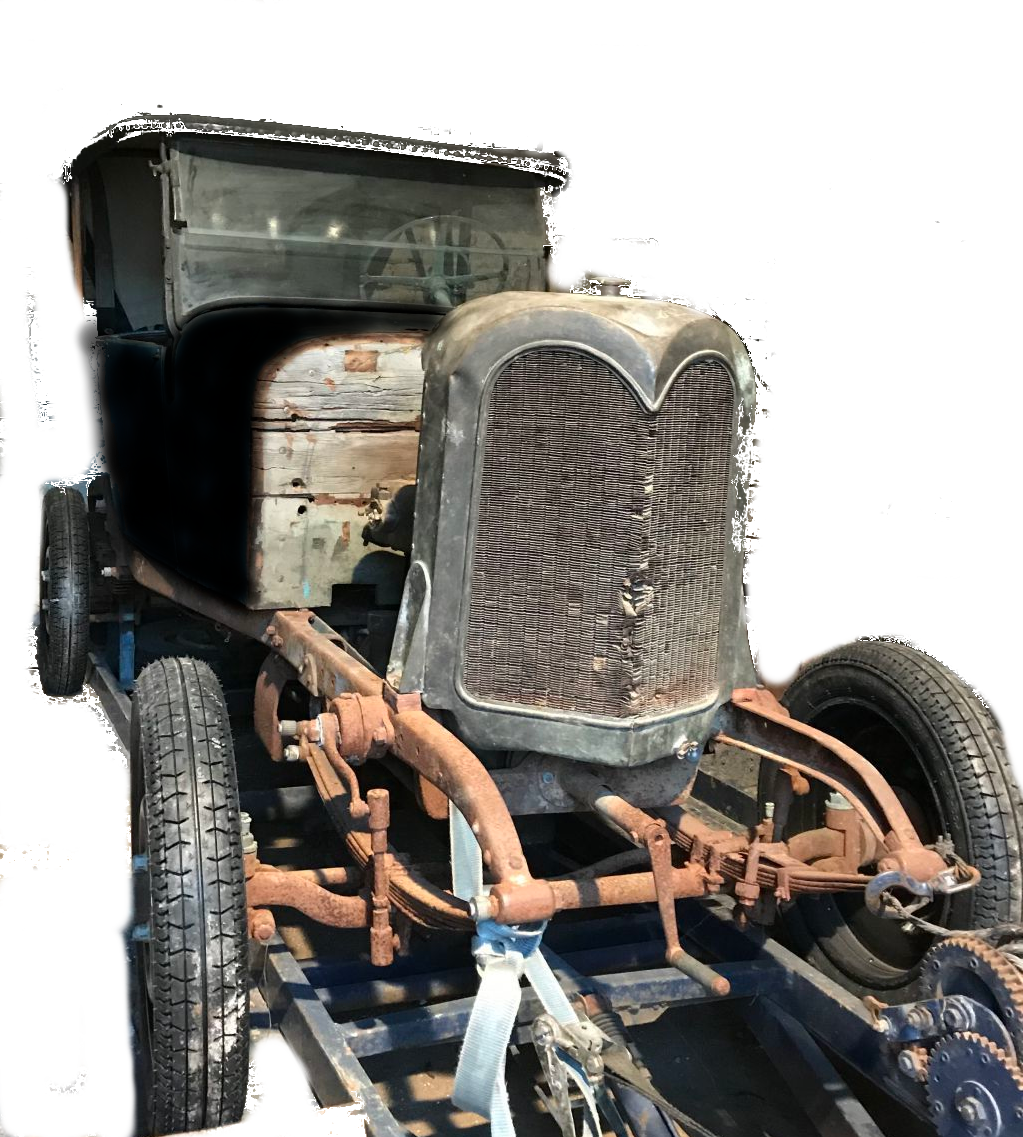
Un des derniers exemplaires.

La gamme de corps offerts comprenait une voiture de sport, une voiture de tourisme, des berlines et une version commerciale qui, malgré le partage du profil d’une berline, comportait un hayon à l’arrière.
Dans l’Est rural de la France, le commerce des anciennes voitures était encore vivant, et les corps des automobiles Robert Serf ont été construits par de petits constructeurs locaux de carrosseries en bois issus de l'artisanat local.
Les châssis sont importés, ils parviennent à Colombey par la SNCF. Le reste arrive à l’état brut d’une fonderie de Vaucouleurs. Les finitions des blocs moteurs se font sur une perceuse radiale, alors que le tapissier s’occupe de la finition intérieure.
Robert Serf a exposé au 22e Salon de l’automobile de Paris où il a profité de l’occasion pour annoncer une nouveauté pour son modèle 7CV. Environ 70 à 80 de ces voitures ont été fabriquées, dans les sources, les auteurs précisent :« Ce n’est pas la grande production mais, notables de la région, médecins, notaires, gros commerçants des Vosges, de la Haute-Marne et de Meurthe-et-Moselle se disputent l’acquisition des quatre-vingts voitures qui sortent des ateliers. » En 1928, on livre un véhicule par mois. L’entreprise Serf et Didier emploie alors 26 ouvriers et obtient quelques diplômes délivrés en 1928, 1929 et 1930, une médaille d’or à l’exposition de Nancy en 1928 et un diplôme d’honneur obtenu à l’exposition de Neufchâteau.
Un modèle 4CV a suivi en 1932, avec un moteur 2-temps 2-cylindres 600cc et offrant de l’espace pour deux personnes. Environ 10 de ces voitures ont été fabriquées.
En 1935, les ateliers Serf et Didier sont transférés à Vandœuvre-lès-Nancy. Un an plus tard, et malgré les difficultés, les deux constructeurs sortent un nouveau prototype traction avant utilisant leur moteur deux temps. Ce prototype ne fut jamais construit en série. Les ateliers de Vandœuvre ne fabriqueront plus de voitures Serf, mais continueront à produire des remorques bétaillères.

## Sources
- (en) Cet article est partiellement ou en totalité issu de l’article de Wikipédia en anglais intitulé « Robert Serf » (voir la liste des auteurs).

1. 1 2  « L’automobile en Pays Toulois », sur etudes-touloises.fr, etudes-touloises, 2014.
2. 1 2 3 4 5 6  Bernard Perrin, Histoire méconnue de nos villages : Toulois : Saintois, B. Perrin, 1990 (lire en ligne)
3. 1 2  « Automobilia », Histoire & collections, Paris, vol. Nr. 84s,‎ 2006, Page 77
4. 1 2  Georgano: The Beaulieu Encyclopedia of the Automobile.